# Bao Tong
Bao Tong (chinois simplifié : 鲍彤 ; chinois traditionnel : 鮑彤 ; pinyin : Bào Tóng), né le 5 novembre 1932 à Haining (Chine) et mort le 9 novembre 2022 à Pékin (Chine), est un homme politique chinois. Il fait partie des rares hauts fonctionnaires chinois à avoir soutenu les étudiants manifestants de la Place Tian'anmen, ce qui lui vaut d’avoir été arrêté en 1989. Bao Tong a été directeur du Bureau des réformes politiques du Comité central du Parti communiste chinois et le secrétaire politique de l'ancien premier ministre Zhao Ziyang. Il fait partie des signataires de la Charte 08, qui en 2008 a appelé à la démocratisation du régime chinois.

## Biographie
Né à Haining, dans la province du Zhejiang, Bao Tong a grandi à Shanghai. C'est sous l'influence de son oncle Wu Shichang, l'un des principaux intellectuels chinois contributeurs de The Observer, qu'il se serait tourné, encore lycéen, vers le libéralisme politique et les idées du parti communiste chinois.
Arrêté en mai 1989, peu de temps avant la répression de la manifestation de Tian'anmen, Bao Tong a été emprisonné à la prison de Qincheng. Il a par la suite été libéré et placé en résidence surveillée.
Il est devenu l'un des dissidents les plus directs du Parti communiste. Bao a notamment demandé que les autorités chinoises réhabilitent « le 4 juin », jour du massacre de la Place Tian'anmen.
En octobre 2010, il a affirmé que Liu Xiaobo mérite le prix Nobel de la paix dont il est lauréat et qu'il s'agit d'un encouragement du monde libre qui doit renforcer « l'appel à la réforme politique au sein de la société civile ».